# Acrapex parvaclara
Acrapex parvaclara là một loài bướm đêm trong họ Noctuidae.